# 251485 Bois-d'Amont
251485 Bois-d'Amont è un asteroide della fascia principale. Scoperto nel 2008, presenta un'orbita caratterizzata da un semiasse maggiore pari a 2,6975064 au e da un'eccentricità di 0,0427697, inclinata di 6,20870° rispetto all'eclittica.